# Juana Vallejo
Juana María Vallejo Klaere es una productora de televisión y política ecuatoriana,  primera mujer en ser nombrada gobernadora de la provincia de Guayas, en el año de 1988. Volvió a ser Gobernadora del Guayas en el año 2018, siendo este su segundo período en el cargo.

## Trayectoria
Inició su vida pública en la década de los 70 como organizadora comunitaria de barrios como Urdesa y el Guasmo. En este último creó la fundación Gestión Cívica, con la que construyó escuelas, centros de acogida y guarderías; expandiendo paulatinamente su alcance para cubrir más sectores de la ciudad y varios cantones. Su labor la llevó a ser condecorada por el municipio de la ciudad.
Tiempo después participó como candidata a la alcaldía de Guayaquil por el partido Izquierda Democrática, pero fue vencida por Elsa Bucaram. Su candidatura le permitió darse a conocer y entrar a trabajar a la televisión, donde dirigió varios programas educativos y condujo programas de entrevistas.
Llegó a la gobernación en 1988 tras ser designada al cargo por el presidente Rodrigo Borja Cevallos, en una época en que la provincia estaba asolada por altos niveles de delincuencia y por invasiones. Sin embargo, renunció al poco tiempo por discrepancias con la dirigencia de la Izquierda Democrática, partido del presidente Borja.
Fue nombrada ministra de turismo durante el gobierno del presidente Fabián Alarcón (de 1997 a 1998). Una de sus prioridades durante su tiempo como ministra fue la instauración de medidas de seguridad con el objetivo de preservar las Islas Galápagos. También buscó acrecentar la inversión de cadenas hoteleras.
En las elecciones de 2002 ganó una curul como parlamentaria andina por el Partido Social Cristiano, para el periodo 2003-2007. Tiempo después se convirtió en la vicepresidenta del organismo. En 2007 participó infructuosamente como candidata a la Asamblea Constituyente de 2007 por el movimiento Concertación Social.
En agosto de 2018 fue designada nuevamente como gobernadora de Guayas bajo el gobierno de Lenín Moreno, pero renunció en el mes de diciembre del mismo año para candidatearse como prefecta por el Movimiento Político Democracia Sí, y no ganó las elecciones. En 2020, bajo el mismo partido político, presenta su candidatura al Parlamento Andino.